# Додо (футболист, 1992)
Жозе Родолфо Пирес Рибейро (порт. José Rodolfo Pires Ribeiro; 6 февраля 1992, Кампинас), более известный как Додо (порт. Dodô) — бразильский футболист, защитник. Игрок клуба «Сантос».

## Биография
Додо с 11 до 15 лет занимался в школе «Крузейро», затем перешёл в «Коринтианс». В основном составе «тимана» дебютировал в 2009 году. В декабре 2010 отправился в аренду в «Баию».
2 июля 2012 года подписал контракт с клубом «Рома» и таким образом перебрался из бразильской Серии А в итальянскую Серию А. Дебютировал 28 октября в матче против «Удинезе» (2:3). Он начал матч в стартовом состав и позже был заменен на соотечественника Маркиньоса. В дебютном сезоне сыграл в 11 матчах.
Летом 2014 года перешёл в «Интернационале». В январе 2016 года перешёл в «Сампдорию» на правах аренды до конца сезона.
24 января 2019 года Додо на правах аренды перешёл в «Крузейро». В команду защитника пригласил Мано Менезес, тренировавший «Коринтианс» в 2009 году.
9 февраля 2021 года подписал контракт с «Атлетико Минейро» сроком до декабря 2023 года.
В 2009 году Додо помог сборной Бразилии (до 17 лет) выиграть юношеский чемпионат Южной Америки. В 2014 году вызывался в основную сборную Бразилии, однако на поле не выходил.

## Титулы и достижения
«Коринтианс»
- Обладатель Кубка Бразилии: 2009

«Крузейро»
- Чемпион штата Минас-Жерайс: 2019

«Атлетико Минейро»
- Чемпион штата Минас-Жерайс: 2021, 2022
- Чемпион Бразилии: 2021
- Обладатель Кубка Бразилии: 2021
- Обладатель Суперкубка Бразилии: 2022

Сборная Бразилии
- Чемпион Южной Америки среди юношей (1): 2009
- / Победитель Суперкласико де лас Америкас (1): 2014 (не играл)